# Jillian Weir
Jillian Weir, född 9 februari 1993, är en friidrottare från Kanada. Hon deltog vid olympiska sommarspelen 2020.